# Mistrzostwa Europy w Lekkoatletyce 1938 – rzut dyskiem mężczyzn

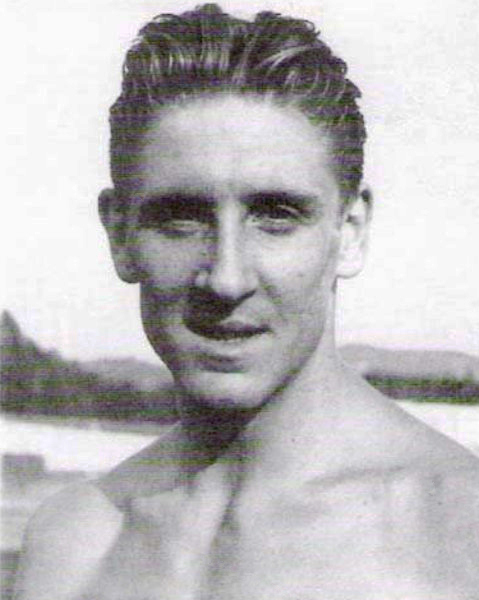
Giorgio Oberweger

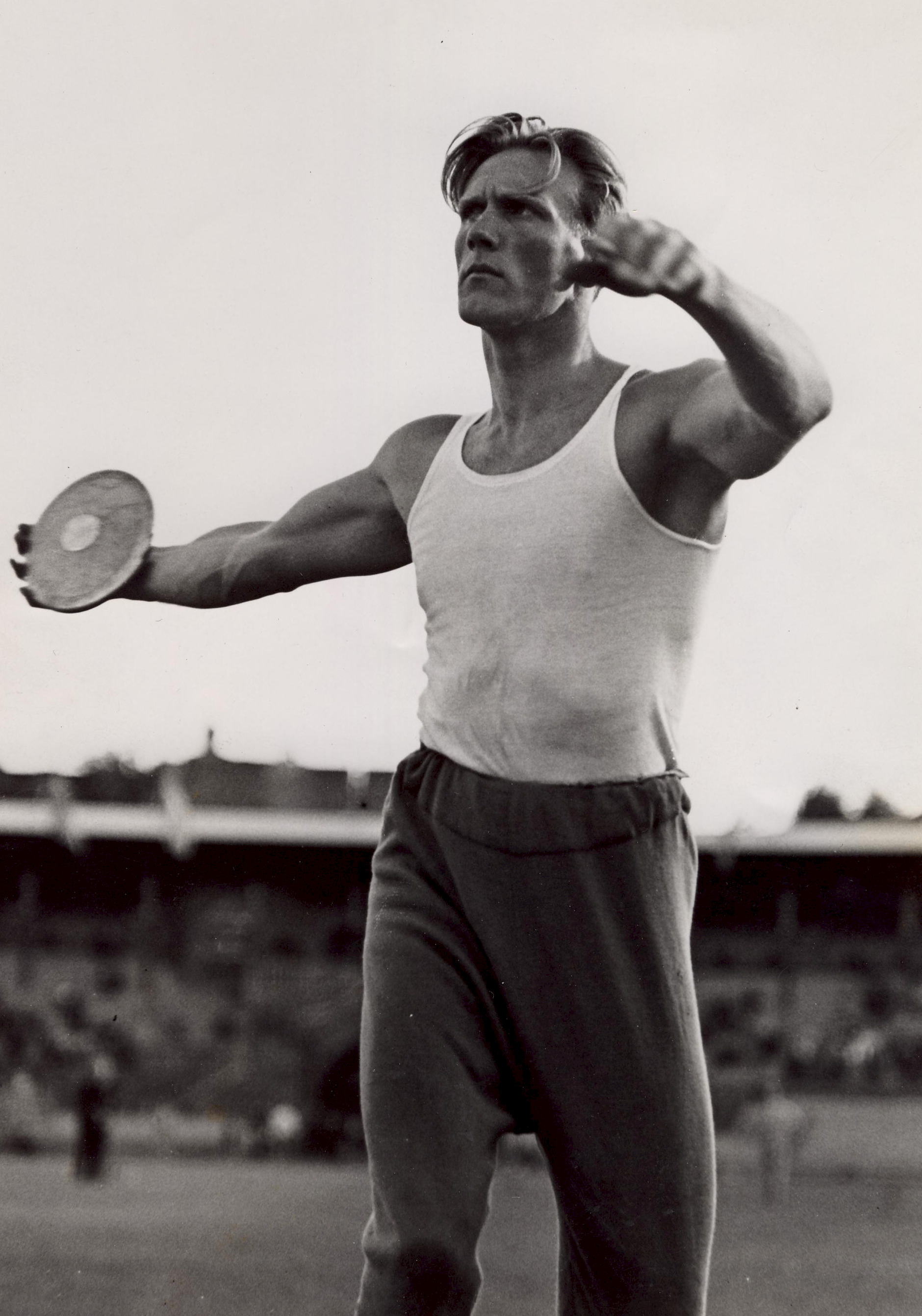
Gunnar Bergh

Rzut dyskiem mężczyzn był jedną z konkurencji rozgrywanych podczas II Mistrzostw Europy w Paryżu. Został rozegrany w poniedziałek, 5 września 1938 roku. Zwycięzcą tej konkurencji został Niemiec Willy Schröder. W rywalizacji wzięło udział szesnastu zawodników z jedenastu reprezentacji.

## Rekordy
| Rekord świata     | Willy Schröder (GER)   | 53,10 | Magdeburg, Niemcy | 28.04.1935 |
| Rekord Europy     | Willy Schröder (GER)   | 53,10 | Magdeburg, Niemcy | 28.04.1935 |
| Rekord mistrzostw | Harald Andersson (SWE) | 50,38 | Turyn, Włochy     | 08.09.1934 |

## Wyniki
| Miejsce | Zawodnik          | Wynik |
| ------- | ----------------- | ----- |
| 1       | Willy Schröder    | 49,70 |
| 2       | Giorgio Oberweger | 49,48 |
| 3       | Gunnar Bergh      | 48,72 |
| 4       | Kalevi Kotkas     | 48,63 |
| 5       | Adolfo Consolini  | 48,02 |
| 6       | Jenõ Kulitzy      | 47,19 |
| 7       | Jules Noël        | 46,65 |
| 8       | Reidar Sørlie     | 46,36 |
| 9       | Åke Hedvall       | 46,08 |
| 10      | Stylianos Floros  | 45,56 |
| 11      | Nikolaos Syllas   | 45,50 |
| 12      | Ernst Lampert     | 44,35 |
| 13      | Paul Winter       | 42,68 |
| 14      | Jaroslav Vítek    | 41,18 |
| 15      | Oskar Ospelt      | 39,80 |
| 16      | Jean Wagner       | 38,17 |